# IN2 Racing
IN2 Racing est une écurie de sport automobile britannique. Elle participe le plus souvent à la Porsche Carrera Cup Grande-Bretagne, et au championnat britannique des voitures de grand tourisme. L'écurie a également engagés des Porsche en Le Mans Endurance Series.

## Histoire
En 2004, l'écurie a engagé une Porsche 911 GT3 RSR (996) aux 1 000 kilomètres de Spa pour les pilotes Juan Barazi, Michael Vergers et Nick Dudfield.
En février 2017, l'écurie annonce son intention de participer au championnat britannique des voitures de grand tourisme dans la catégorie GT4, avec deux McLaren 570S GT4,,,.